# Neuville-en-Verdunois
Neuville-en-Verdunois är en kommun i departementet Meuse i regionen Grand Est (tidigare regionen Lorraine) i nordöstra Frankrike. Kommunen ligger i kantonen Pierrefitte-sur-Aire som tillhör arrondissementet Commercy. År 2022 hade Neuville-en-Verdunois 49 invånare.

## Befolkningsutveckling
Antalet invånare i kommunen Neuville-en-Verdunois
| Referens: INSEE |